# Walerij Woschtschewskyj

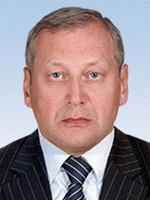
Walerij Woschtschewskyj, 2014

Walerij Mykolajowytsch Woschtschewskyj (ukrainisch Валерій Миколайович Вощевський, * 12. Juni 1956 in Halyza Neschynskoho, Rajon Nischyn, Oblast Tschernihiw, Ukrainische SSR) ist ein ukrainischer Politiker der Radikalen Partei Oleh Ljaschkos.

## Leben
1977 schloss er ein Diplomstudium an der Nationalen Wadym-Hetman-Wirtschaftsuniversität in Kiew, Fachrichtung „Wirtschaft und Logistikplanung“, ab.
Bei der Parlamentswahl in der Ukraine 2014 stand er auf Listenplatz acht seiner Partei.
Vom 2. Dezember 2014 bis zum 15. September 2015 war er im zweiten Kabinett Jazenjuk erster Vize-Ministerpräsident der Ukraine.
Er ist verheiratet und hat eine Tochter.